# Casa Manuel Vidal i Quadras
La Casa Manuel Vidal i Quadras és un edifici de Sitges (Garraf) inclòs a l'Inventari del Patrimoni Arquitectònic de Catalunya.

## Història
Va ser bastida cap al 1860 per l'indià Manuel Vidal i Quadras (1783-1861), i forma part d'un conjunt de cases senyorials construïdes a la vila durant els anys 1860-1880 per sitgetans que s'havien enriquit a Amèrica. Originalment tenia un jardí privat, que fou cedit posteriorment a la vila com a espai públic, i actualment, ha perdut la seva funció inicial d'habitatge unifamiliar.

## Descripció
Es tracta d'un edifici de grans dimensions que fa cantonada per la façana lateral esquerra amb el carrer de Rafael Llopart. Consta de planta baixa i dos pisos. La façana principal, d'estructura gairebé simètrica, presenta,a la planta baixa un portal d'entrada d'arc de mig punt de pedra, i grans finestres als costats, dues d'arc escarser i una allindada. El primer pis és format per 4 obertures allindanades. Un balcó decorat amb motllures i barana de forja, ocupa tot el cos central, i és flanquejat per 4 pilastres d'inspiració clàssica amb fust estriat i capitell compost, que es perllonguen fins a la part superior del segon pis. Aquest segon pis presenta també quatre finestres de llinda. La façana es corona amb cornisa i barana.